# Firtosiláz
Firtosiláz (románul Laz-Firtănuș) község Erdélyben Hargita megye területén. Közigazgatásilag Firtosmartonos része volt. A trianoni békeszerződés előtt Magyarországhoz tartozott, Udvarhely vármegye Székelykeresztúri járásához volt beosztva. 1956-ban még 137 magyar lakta. Ma Szentábrahámhoz tartozik 1992-ben 38 lakosából 38 magyar volt. Lakói unitáriusok, evangélikusok, vagy római katolikusok.